# Pokój i Dobro (album)
Pokój i Dobro – dwudziesty trzeci album polskiego zespołu Gang Marcela. Wydany został w 2008 roku przez Music Media Production w Bielsku-Białej.
Piosenki z albumu wykonywane były podczas oratoryjnego koncertu "Pokój i Dobro" z okazji XI Międzynarodowego Festiwalu Muzyki Sakralnej na Podbeskidziu "Sacrum in musica" 19 kwietnia 2010 roku. Płyta wydana została razem ze specjalnym albumem książkowym.

## Lista utworów
1. Pokój niech z nami jest (tekst i muzyka Marcel Trojan) – 3:38
2. Pieśń na chwałę Biedaczyny (tekst Józef Ruffer, muzyka Marcel Trojan) – 4:00
3. Kazanie do ptaków (tekst Julian Ejsmond, muzyka Marcel Trojan) – 2:38
4. Powróć do ludzi (tekst i muzyka Marcel Trojan) – 4:41
5. Mało pokory, mało radości (tekst i muzyka Marcel Trojan) – 5:33
6. Modlitwa do św. Klary – 2:18
7. Biedaczyna – 2:57
8. Wszystko to co stworzył Pan Bóg (tekst i muzyka Marcel Trojan) – 5:01
9. Gdy nad głową brat słońce – 3:54
10. Blues w duchu św. Franciszka – 3:56
11. Pokój i Dobro (tekst i muzyka Marcel Trojan) – 4:07
12. Ratujmy Miłość (tekst i muzyka Marcel Trojan) – 4:21
13. Hymn franciszkański (tekst M. Przybyłowski, muzyka Ansgary Malina) – 3:56
14. Niech żyje miłość (tekst i muzyka Marcel Trojan) – 4:25